# Nectandra megapotamica
Nectandra megapotamica (sin.: Tetranthera megapotamica Sprengel, Nectandra saligna Nees) ayuí - hú - laurel negro, es una especie de las Lauráceas.

## Aspectos dasonómicos
Es un árbol de excelente madera comercial. Sus límites de anillos de crecimiento son distintos. La madera tardía tiene fibras de paredes más gruesas y radialmente aplanadas; duramen color café, de color uniforme. El color de la albura es distinto del color del duramen. Peso específico básico: 0,52–0,68 g/cm³. Olor fuerte desagradable de la madera recién cortada, con el tiempo desaparece, cuidado al volver a humedecerla porque vuelve el mal olor (Tortorelli, 1956).
Tiene vasos presentes. La madera es de porosidad difusa y sus vasos están en un patrón no específico, agrupados, generalmente en grupos radiales cortos (de 2–3 vasos). Borde de los vasos redondo. Dos clases distintas de diámetro de vasos ausentes. Promedio del diámetro tangencial de los vasos: (80–)125–150 µm; Promedio del diámetro tangencial de los vasos: grande. Promedio del número de vasos/mm²: (6–) 9–12; Promedio del número de vasos/mm² pocos. Promedio del largo de los elementos vasculares: 200–700 µm. Promedio del largo de los elementos vasculares mediano. Placas de perforación simples. Punteaduras intervasculares alternas, promedio del diámetro (vertical) de las punteaduras intervasculares: 9–13 µm, Promedio del diámetro (vertical) de las punteaduras intervasculares grandes, no ornamentadas. Punteaduras radiovasculares con aréolas reducidas o aparentemente simples, redondeadas o angulares o horizontales a verticales, de diferentes tamaños y tipos en la misma célula de radio, localizadas a través de todo el radio. Engrosamientos en espiral ausentes. Tílides en los vasos presentes, de paredes finas.